# Jan Komnen
Jan Komnen (gr. Ἰωάννης Κομνηνός, ur. ok. 1015, zm. 12  lipca 1067) – bizantyński arystokrata i wojskowy.

## Życiorys
Był synem Manuela Erotikosa Komnena, jego bratem był cesarz Izaak I Komnen. Od około 1044 roku jego żoną była Anna Dalassena. Meli ośmioro dzieci: 
- Manuel Komnen (ok. 1045–1071)
- Maria Komnena (ok. 1047–po 1094), która poślubiła Michała Taronitesa
- Izaak Komnen (ok. 1050 – 1102/4), który poślubił Irenę, kuzynkę Marii z Alanii
- Eudokia Komnena (ok. 1052– przed 1136), która poślubiła Nicefora Melissenosa
- Teodora Komnena (ca. 1054– przed 1136), która poślubiła Konstantyna Diogenesa, syna Romana IV
- Aleksy I Komnen (1057–1118), który poślubił Irenę Dukainę.
- Adrian Komnen (ok. 1060–1105), który poślubił Zoe Doukainę
- Nicefor Komnen (ok. 1062 – po 1136)